# アルベナ情報局
『アルベナ情報局』（アルベナじょうほうきょく）は、2000年10月から2003年3月まで青森朝日放送 (ABA) で放送されていた情報番組である。放送時間は毎週月曜 - 金曜 17:36 - 17:54 （日本標準時）。

## 概要
テレビ朝日発の全国ニュース『スーパーJチャンネル』の特集コーナーを差し替えて放送されていた18分番組。青森市新町通り（青森駅近く）のパサージュ広場から毎日生放送されていた。コーナーは日替わりで、朝日放送の番組との交流企画を行っていたこともある。
タイトルロゴは当初は表題通りの表記だったが、後に全てカタカナ表記の「アルベナジョウホウキョク」に変更され、コーナータイトルも大半がカタカナ表記になった（例：「奥さまもういっぴん」→「奥サマモウイッピン」）。
番組の終了後、青森朝日放送は平日17時台に帯で設けていた自社製作枠を廃し、代わりに金曜17時台・18時台に放送の大型ワイド番組『シューマッツ』をスタートさせた。

## 出演者
特記の無い人物は全員ABAアナウンサー（当時）。
- 波多野里奈 - 2001年3月まで出演。
- 武田真紀 - 月曜・火曜担当。2001年4月から出演。
- 坂口千夏 - 水曜・木曜担当。
- 藤元由紀（フリーアナウンサー） - 2002年3月まで出演。
- 下田武史 - 金曜担当。2002年4月から出演。
- 横田由貴子（BeFMパーソナリティ） - TSUTAYA湊高台店が入荷した音楽CDと映画DVDを紹介する木曜のコーナー「DO THE M」を担当[1]。